# チョコレートケーキ

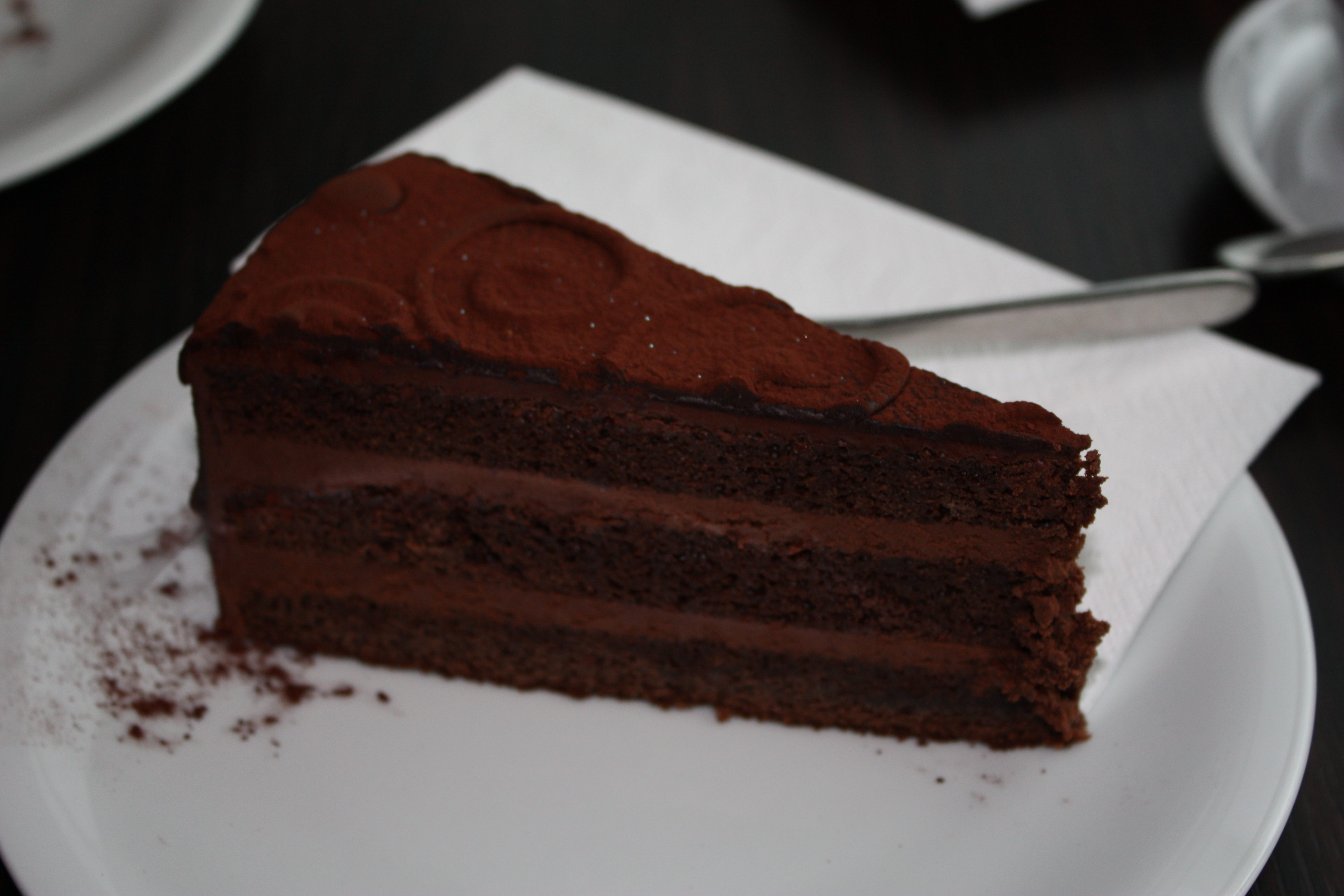
チョコレート博物館（ケルン）のショコラーデントルテ。

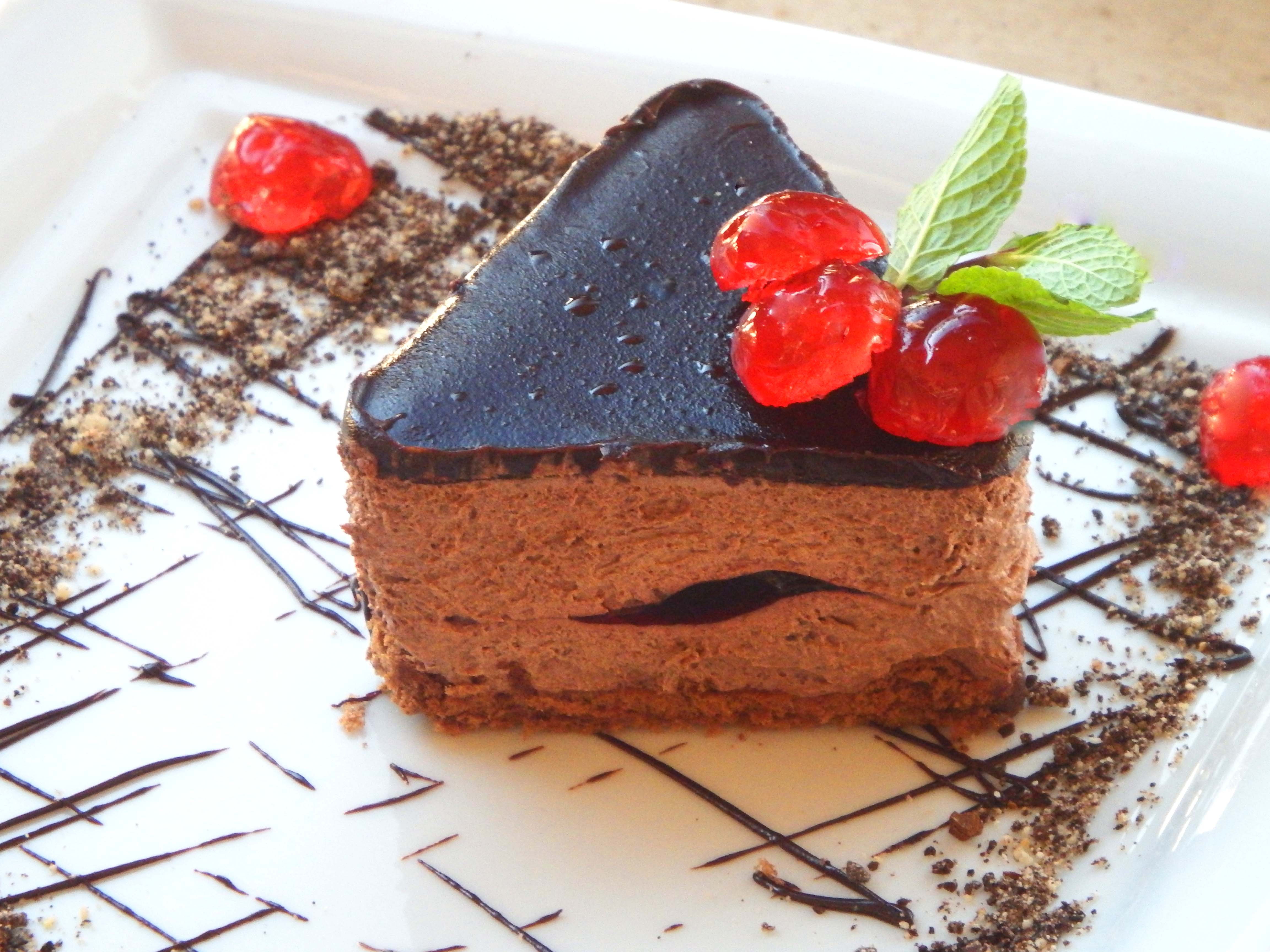
一般的なチョコレートケーキ。

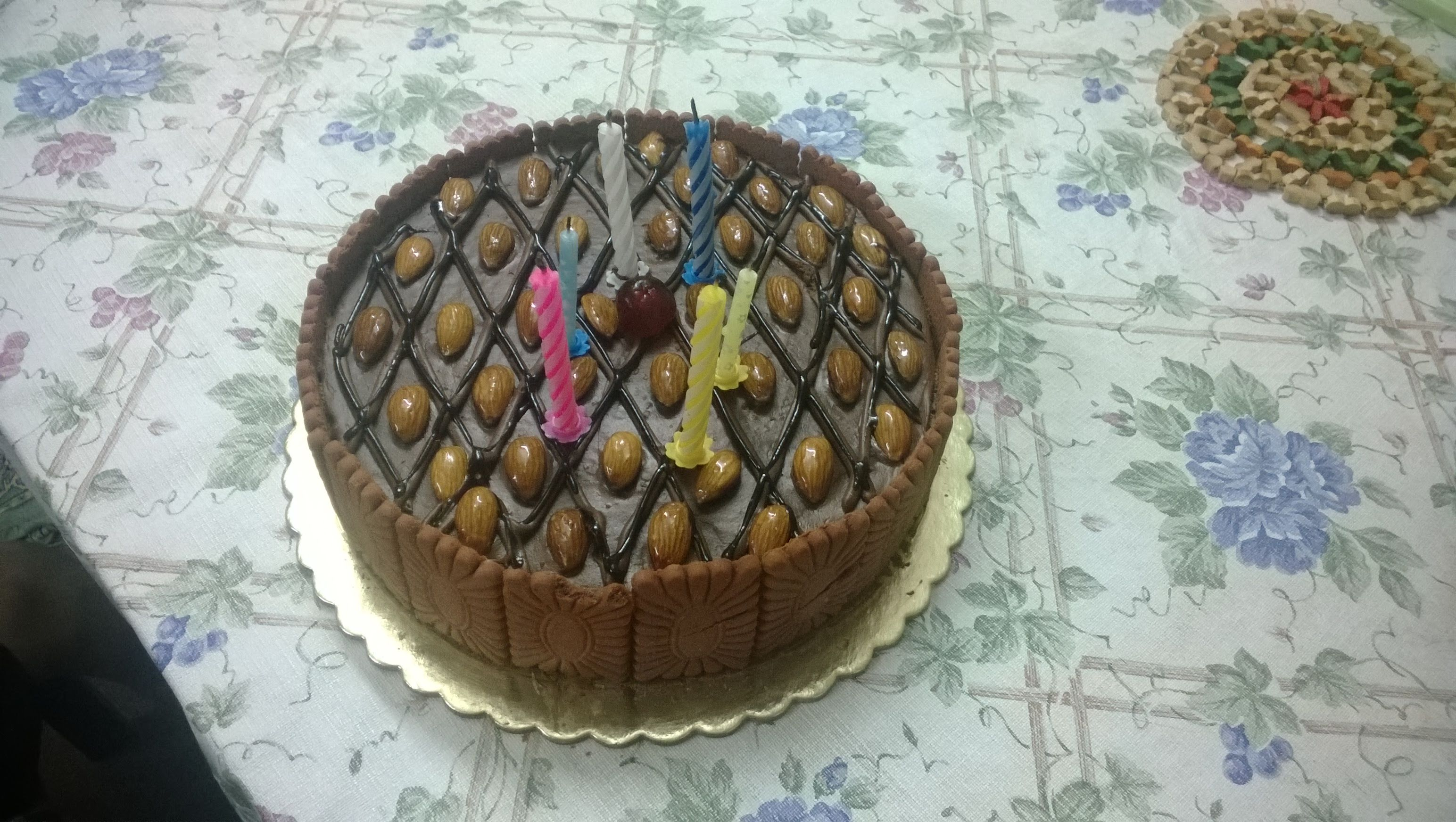
アーモンドとビスケット付きのチョコレートケーキ。

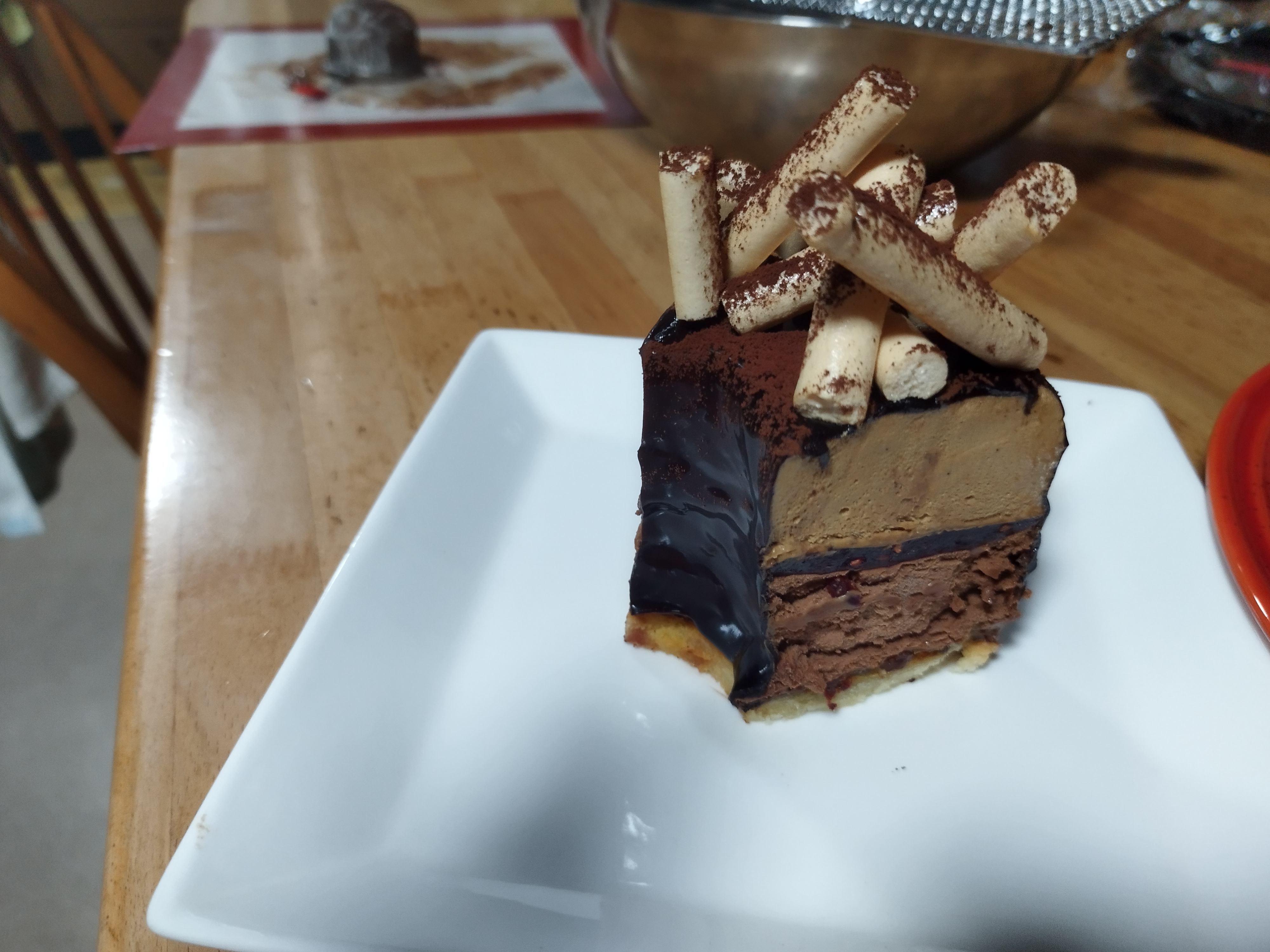
メレンゲを添えたチョコレートムース

チョコレートケーキ（英語: chocolate cake）は、チョコレートまたはココアパウダーを主要材料に含むケーキである。ケーキの生地にココアパウダーを混ぜて焼くのが基本で、さらにチョコレートクリームを塗ったもの、表面をチョコレートでコーティングしたものなど様々な作り方がある。材料にチョコレートが含まれていても、飾りなどとして少量を使っただけでは、チョコレートケーキではない（ただしココアパウダーを表面に振りかける方法、仕上げとして用いられる場合がある）。一般に、材料の色のためにケーキ全体がチョコレート色をしている。チョコレートケーキは、日常のデザートから、バースデーケーキやクリスマスケーキまで、様々な需要がある。フランス語「gâteau au chocolat」に由来してガトー・オ・ショコラとも呼ばれるが、日本ではガトーショコラの呼称が定着している。

## 歴史

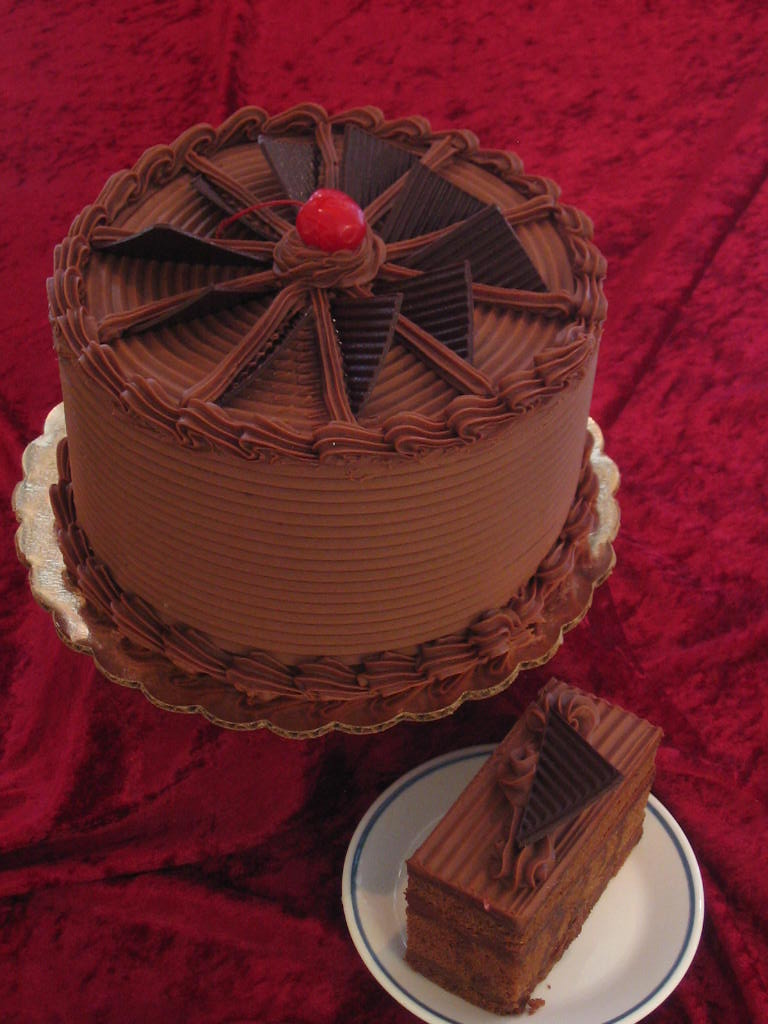
チョコレートファッジケーキ。

カカオは主要原産地の中央アメリカではかつて飲み物として用いられ、ケーキのような食べ物に使われることはなかった。カカオが16世紀にヨーロッパへ紹介された後も、しばらくは飲み物、飲み薬として利用されているだけだった。
記録上、最初のチョコレートケーキが現れるのは、18世紀である。1719年、料理研究で知られる貴族のコンラッド・ハッガーが書き残した料理手帳には、「チョコレートトルテ」のレシピが記録されている。1774年、ベルギーのブリュッセルで刊行されたムノン（Menon）著の料理本『ブルジョワの女料理人（La Cuisinière Bourgeoise）』（初版1746年、フランス）の中には、「チョコレートのビスキュイ」が紹介されている。これは、小麦粉に同量の細かく砕いたチョコレートを混ぜ、メレンゲを加えて膨らませるビスキュイ・ア・ラ・キュイエール類似の焼き菓子である。ビスキュイ・ア・ラ・キュイエールと同じようにスプーン（キュイエール）で成型した小さなケーキとも、丸いマンケ型を使った大きな切り分けるタイプのケーキとも言われる。これらは、チョコレートが菓子の材料に使われた最初の例でもある。

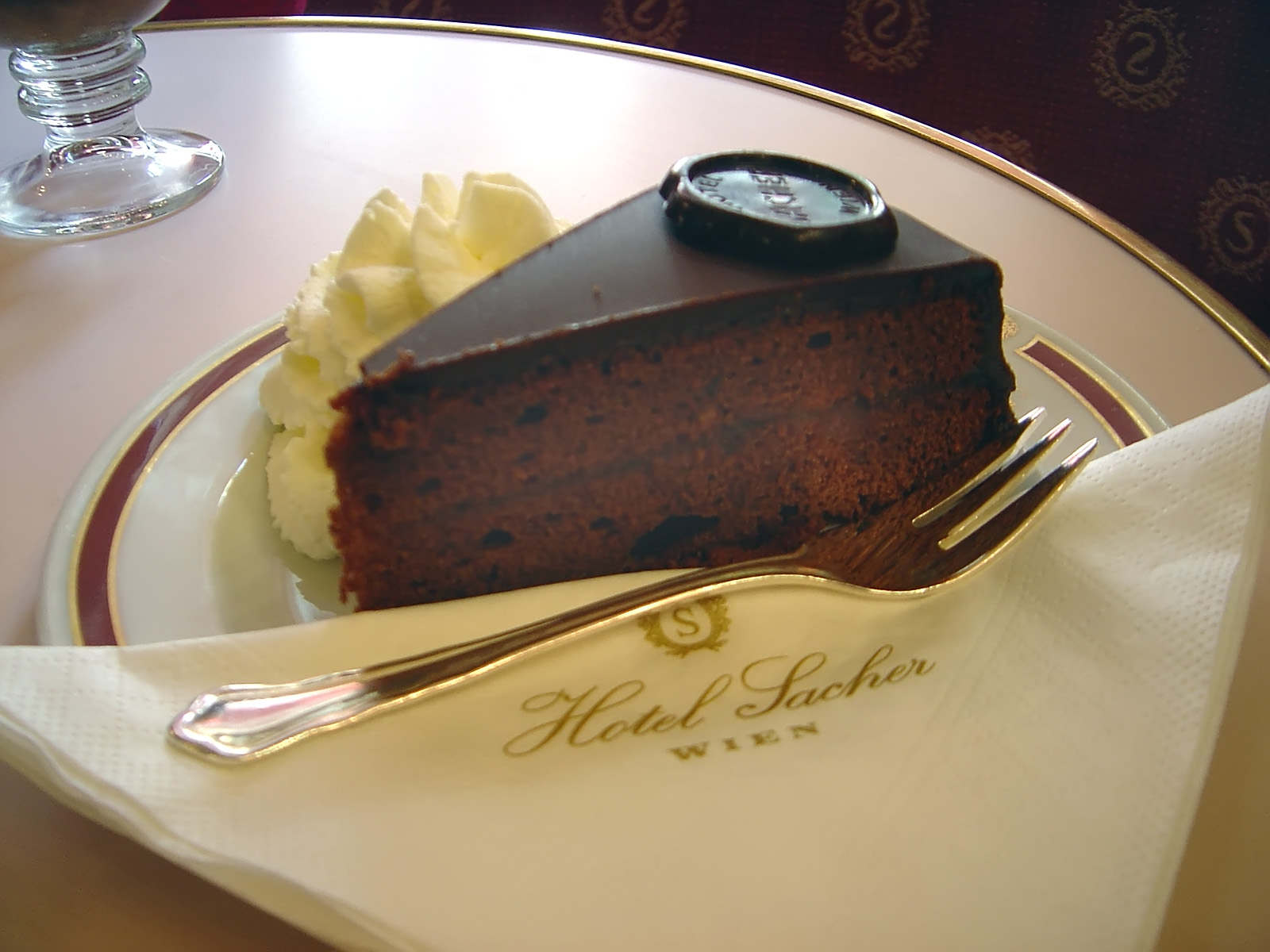
ホテル・ザッハーのザッハトルテ。

19世紀に入ると、1832年にオーストリアのウィーンで作られたザッハトルテがある。ザッハトルテは翌日にはウィーン中の評判になるほどの好評だったという。今でもザッハトルテは「ケーキの王様」と称えられる。
その後も、世界各地で様々な種類のチョコレートケーキが生み出されている。

## 作り方

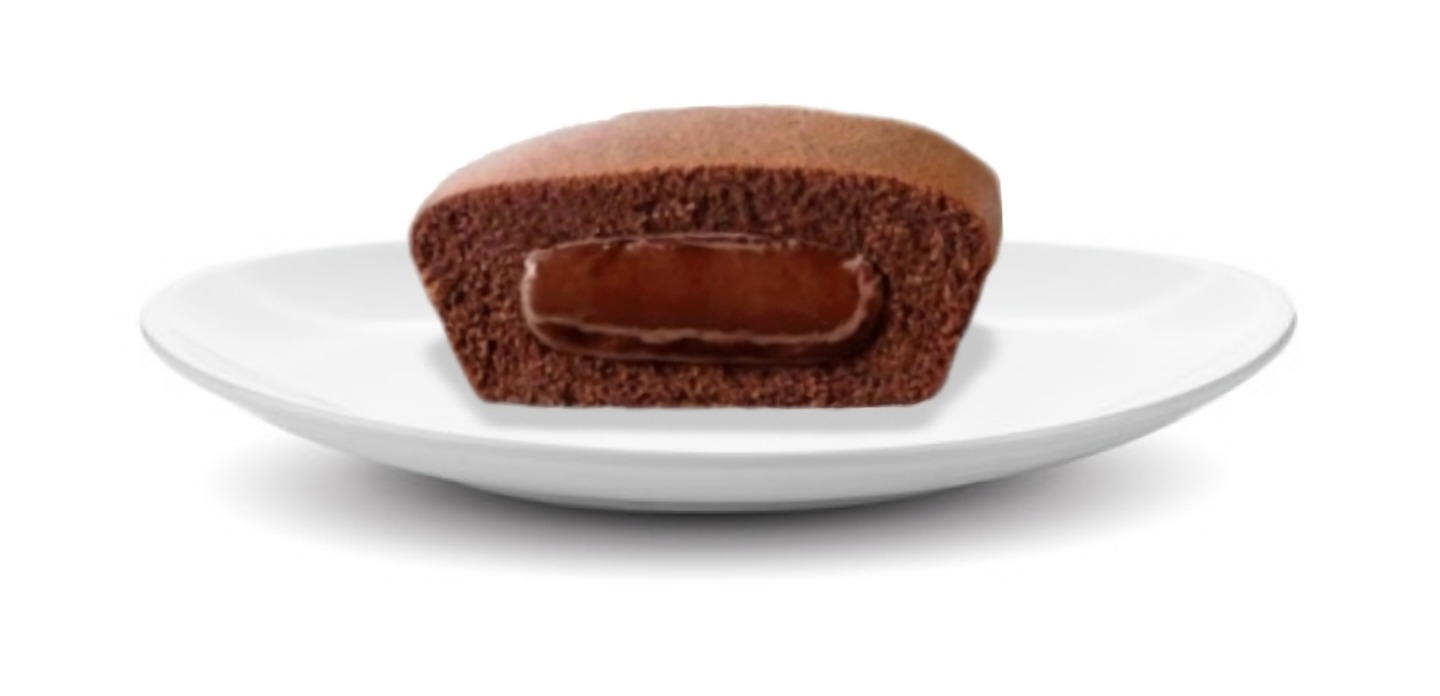
チョコレートケーキの中央部。

チョコレートケーキの作り方は多種多様であるが、カカオの使い方で大別して以下のようなものがある。ひとつの方法だけを用いるのではなく、組み合わせて一種類のケーキを作ることも多い。
- 小麦粉などの穀物の粉の生地に、ココアパウダーを混ぜて焼く方法。古くから用いられてきた基本的な方法で、バターケーキ（en）やスポンジケーキなどのバリエーションとなる。焼くのではなく蒸して加熱する蒸しケーキもある。
- 細かな固体チョコレート（チョコチップ）を生地に混ぜる方法。
- チョコレートクリーム（ガナッシュ）を塗ったり、詰めたりする方法。
- チョコレートで表面をコーティングする方法。グラサージュ・オ・ショコラ（Glaçage au chocolat）と呼ばれる。単にチョコレートを融かしてかけるだけでなく、チョコレートを砂糖と一緒に湯に入れて煮詰め冷ました糖液を使う方法や、カカオマスをフォンダン（糖衣用に練った糖液）に加えたチョコレート・フォンダンでコーティングする方法もある。
- ココアパウダーを表面に振りかける方法。仕上げとして用いられる。

ケーキの材料として使うチョコレートは、そのまま食べる固体のチョコレートとは少し違う製菓用のものがある。一般に糖分が少なめで、カカオ分の含有量が多い。特にフォンダンや詰め物用には、クーベルチュール・チョコレートと呼ばれる糖分が少なくココアバターが多めの規格があり、これは融点が低いという特徴がある。

## チョコレートケーキの種類

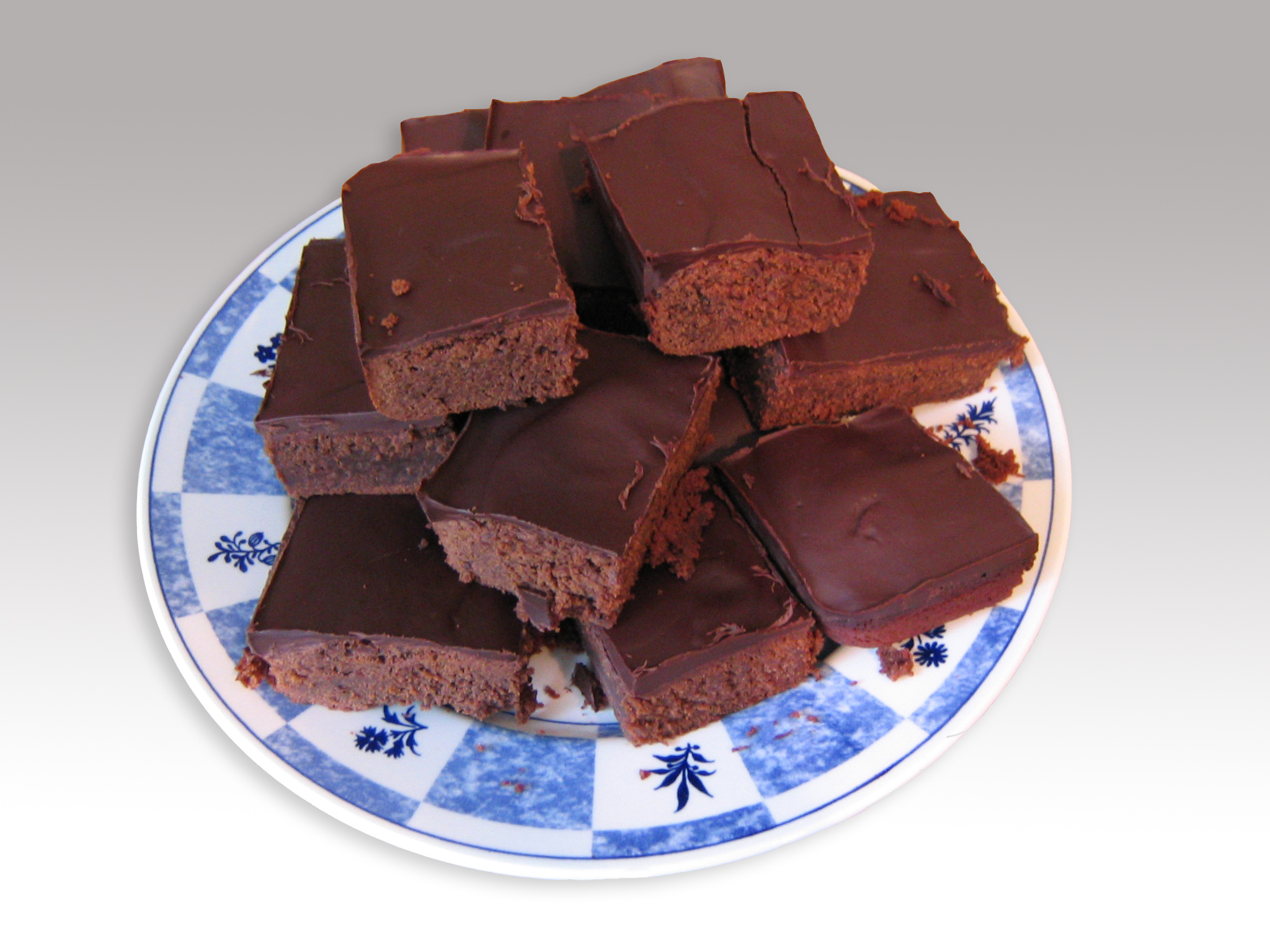
ブラウニー。

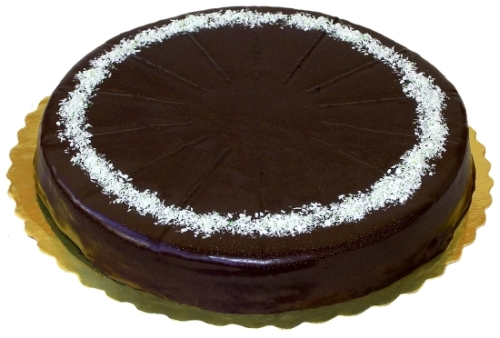
ガラシュケーキ。ブルガリア生まれのチョコレートケーキ。

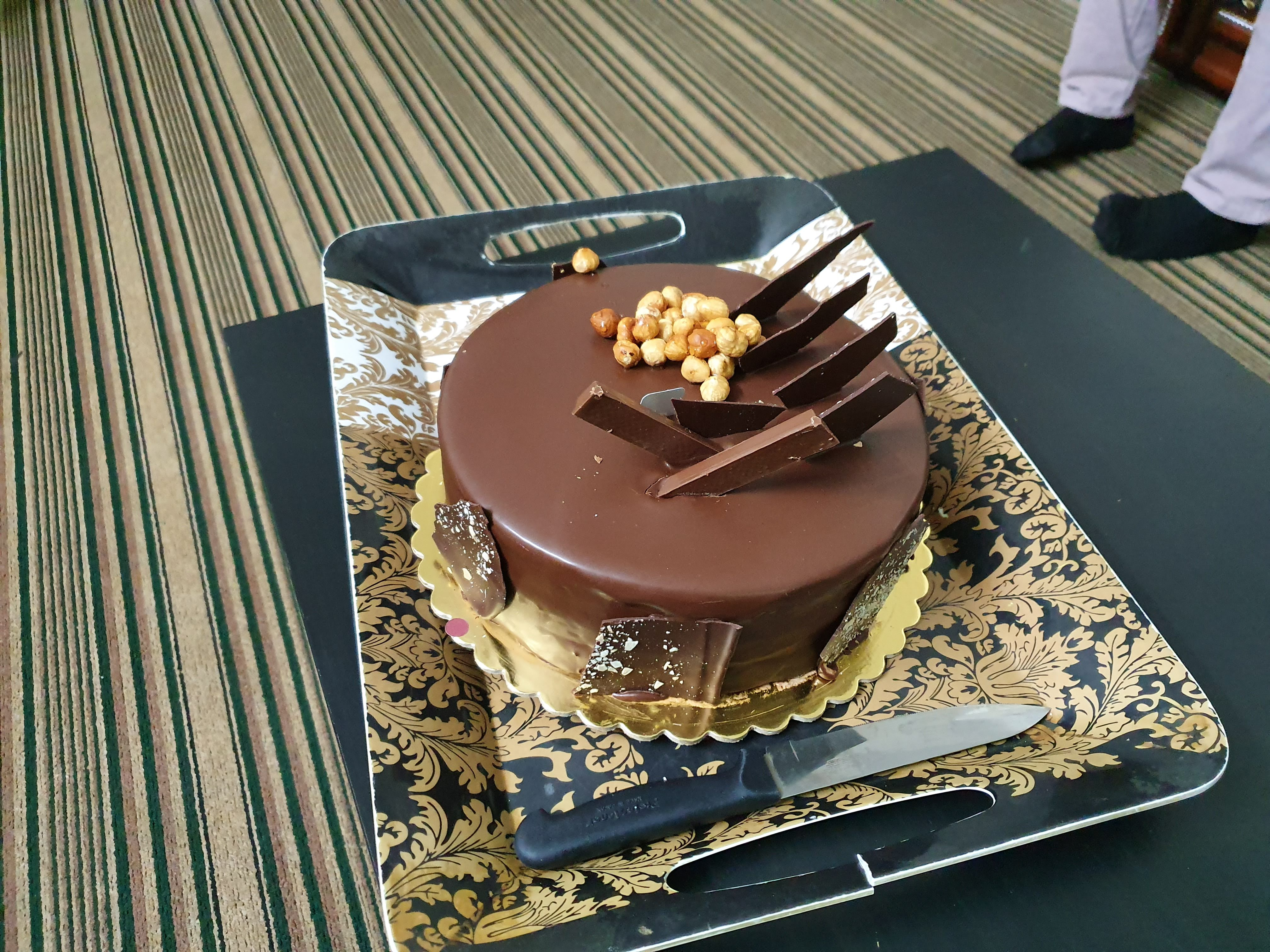
ブラウンチョコレートケーキ。

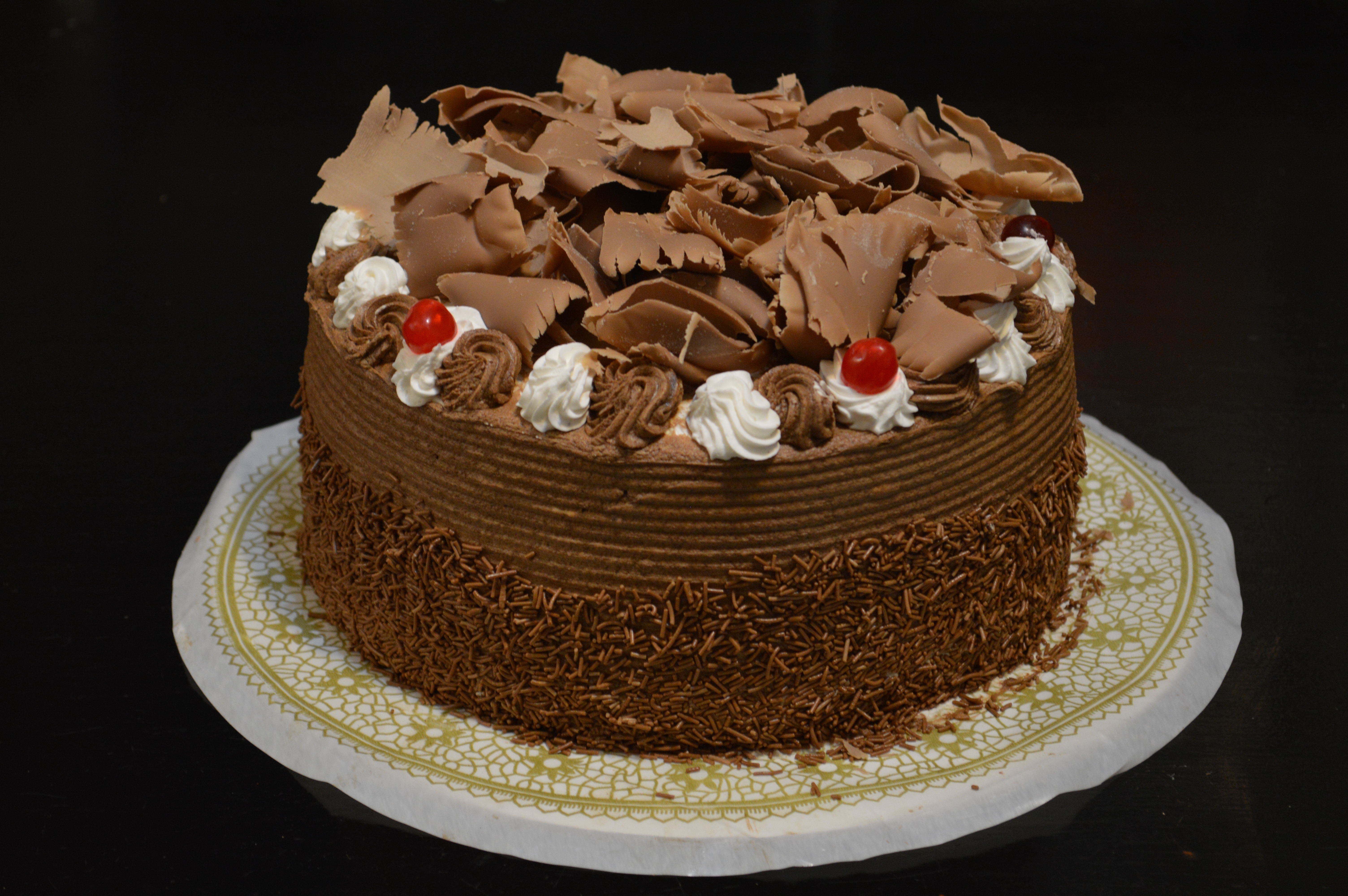
シュヴァルツヴェルダー・キルシュトルテ

欧米を中心に様々な種類のチョコレートケーキが作られている。代表的なものとしては、以下のようなものが挙げられる。ほかにも特別な名は付いていなくとも、シフォンケーキやフランクフルタークランツ、クグロフなどのバリエーションとして、チョコレート風味のものは多い（ただし、材料にチョコレートが含まれていても、飾りなどとして少量を使っただけでは、チョコレートケーキではない）。なお、日本ではガトーショコラやガトー・オ・ショコラ（フランス語：Gâteau au chocolat）という名がチョコレートケーキの種類名のように使われることがあるが、本来のフランス語では特定の種類のケーキを指す言葉ではない。「Gâteau」は焼き菓子・ケーキ、「au（a+le）」は「...の」「...で」等、「chocolat」はチョコレート（ショコラ）の意味で、焼いたチョコレート菓子、チョコレートケーキ一般を指す言葉である。日本語では、フランスの伝統的なチョコレートケーキの総称の意味で用いることもある。また、「ガトーショコラ」と表記されることが多い。
アメリカ合衆国
- クレイジーケーキ
- ジャーマンケーキ
- バントケーキ
- ブラウニー
- ブラックアウト・ケーキ
- マッドパイ
- デビルズフードケーキ

オーストリア
- ザッハトルテ

ドイツ
- シュヴァルツヴェルダー・キルシュトルテ
- レーリュッケン（ドイツ語版） - 「鹿の背中」の意味。円筒を縦半分にしたような型を使う。
- ドミノシュタイン - 「ドミノのタイル」の意味。層状で、一般的にはダークチョコレートでコーティングされている事が多い。

日本
- ガトーショコラ（ガトー・オ・ショコラ）

ハンガリー
- ドボシュトルタ

フランス
- オペラ
- フォンダン・オ・ショコラ
- ビュッシュ・ド・ノエル（ブッシュ・ド・ノエル）
- レーヌ・ド・サバ（フランス語：Reine de Saba） - アーモンド・パウダーを加えた焼き菓子。

ブルガリア
- ガラシュケーキ（英語版）（ブルガリア語：Гараш）